# 8991 Solidarity
8991 Solidarity eller 1980 PV1 är en asteroid i huvudbältet som upptäcktes den 6 augusti 1980 av Europeiska sydobservatoriet vid La Silla-observatoriet. Den är uppkallad efter det engelska ordet Solidarity vilket betyder Solidaritet.
Asteroiden har en diameter på ungefär 8 kilometer.